# ساختمان اداره امور اتباع خارجی
ساختمان اداره امور اتباع خارجی مربوط به دوره قاجار است و در بوشهر، خیابان خلیج فارس، بعد از سه راه انقلاب واقع شده و این اثر در تاریخ ۱۲ بهمن ۱۳۸۱ با شمارهٔ ثبت ۷۴۶۴ به‌عنوان یکی از آثار ملی ایران به ثبت رسیده است.